# Lissonota horpa
Lissonota horpa là một loài tò vò trong họ Ichneumonidae.